# Тибести
Тибе́сти (араб. تيبستي‎, фр. Tibesti) — горное плато (нагорье) в центральной Сахаре, расположенное преимущественно на севере государства Чад и частично на юге Ливии.
Высшая точка нагорья (а также Чада и всей Сахары) — активный щитовой вулкан Эми-Куси (фр. Emi Koussi), достигающий 3445 метров в высоту. Гора Бикку-Битти (араб. بتة‎), также относящаяся к нагорью, является высшей точкой Ливии (2267 м).
Центральная часть Тибести образована пятью щитовыми вулканами c крупными кальдерами — Эми-Куси (3445 м), Тарсо-Туссиде (3265 м), Тарсо-Вун (3100 м), Тарсо-Йега (2972 м) и Тарсо-Тун (2575 м).
В качестве явлений остаточного вулканизма, на плато встречаются — особенно часто на юго-востоке — гейзеры и горячие минеральные источники, используемые местным населением в лечебных целях. Многочисленные периодически наполняющиеся водой русла рек Сахары (вади) имеют своё начало в этом горном районе, поскольку нагорье Тибести, в отличие от окружающей его пустыни — имеет относительно высокий уровень осадков (около 150 мм). Осадки позволяют, особенно на дождливом юго-западе плато и в районах нахождения многочисленных небольших оазисов, местным жителям вести экстенсивное земледелие, возделывая просо и ячмень. Финиковые пальмы, овощи, фрукты, табак и хлопок выращиваются также на полях при помощи систем орошения.
Население нагорья составляет приблизительно 15 тысяч человек, из них земледелием заняты лишь потомки рабов (т. н. «камадийя»). Основным занятием для заселяющих Тибести полукочевых и кочевых племён народа тубу (иначе — тибу или тебу) является скотоводство — разведение верблюдов, ослов, коз и овец (поголовье последних оценивается в 70 тысяч голов).

## География

### Местоположение
Нагорье располагается в северной части Чада на границе с Ливией, приблизительно в 1000 км к северу от Нджамены и в 1500 км к юго-востоку от Триполи; примерно на полпути между Средиземным морем и озером Чад. Административно приходится на территории чадских регионов Борку и Тибести и ливийских муниципалитетов Марзук и Эль-Куфра.
Нагорье простирается более чем на 380 км по широте и более чем на 350 км по долготе, занимая площадь более 100 000 км², что делает его крупнейшей геологической структурой в Сахаре.

### Топография
Высшей точкой Тибести, а также Чада и пустыни Сахара является вулкан Эми-Куси, расположенный в южной части массива. Среди других вершин следует отметить Тусиде (3296 м) и Эхи-Тими (3012 м) на западе нагорья; Тарсо-Йега (2972 м), Тарсо-Тиероко (2925 м), Эхи-Мусгу (2849 м), Тарсо-Воон (2845 м), Эхи-Сони (2820 м) и Эхи-Ойе (2774 м) в центральной части; Мускорбе (2978 м) и Кегер-Терби (2812) в северо-восточной части Тибести. Гора Бикку-Битти (2267 м), самая высокая точка Ливии, находится поблизости, с другой стороны границы. Средняя высота нагорья составляет около 2000 м, причём 60 % всей площади приходится на высо́ты более 1500 метров.
Основой массива являются пять щитовых вулканов (Эми-Куси, Тарсо-Тоон, Тарсо-Воон, Тарсо-Йега и Тусиде), с широкими основаниями, достигающими 80 км в поперечнике и кальдерами, окаймлёнными крутыми скалами. Тарсо-Йега имеет самую большую кальдеру диаметром 20 км и глубиной около 300 м. Кальдера вулкана Тарсо-Воон является самой глубокой — до 1000 метров, с диаметром от 12-13 км.

Спутниковые снимки пяти щитовых вулканов Тибести
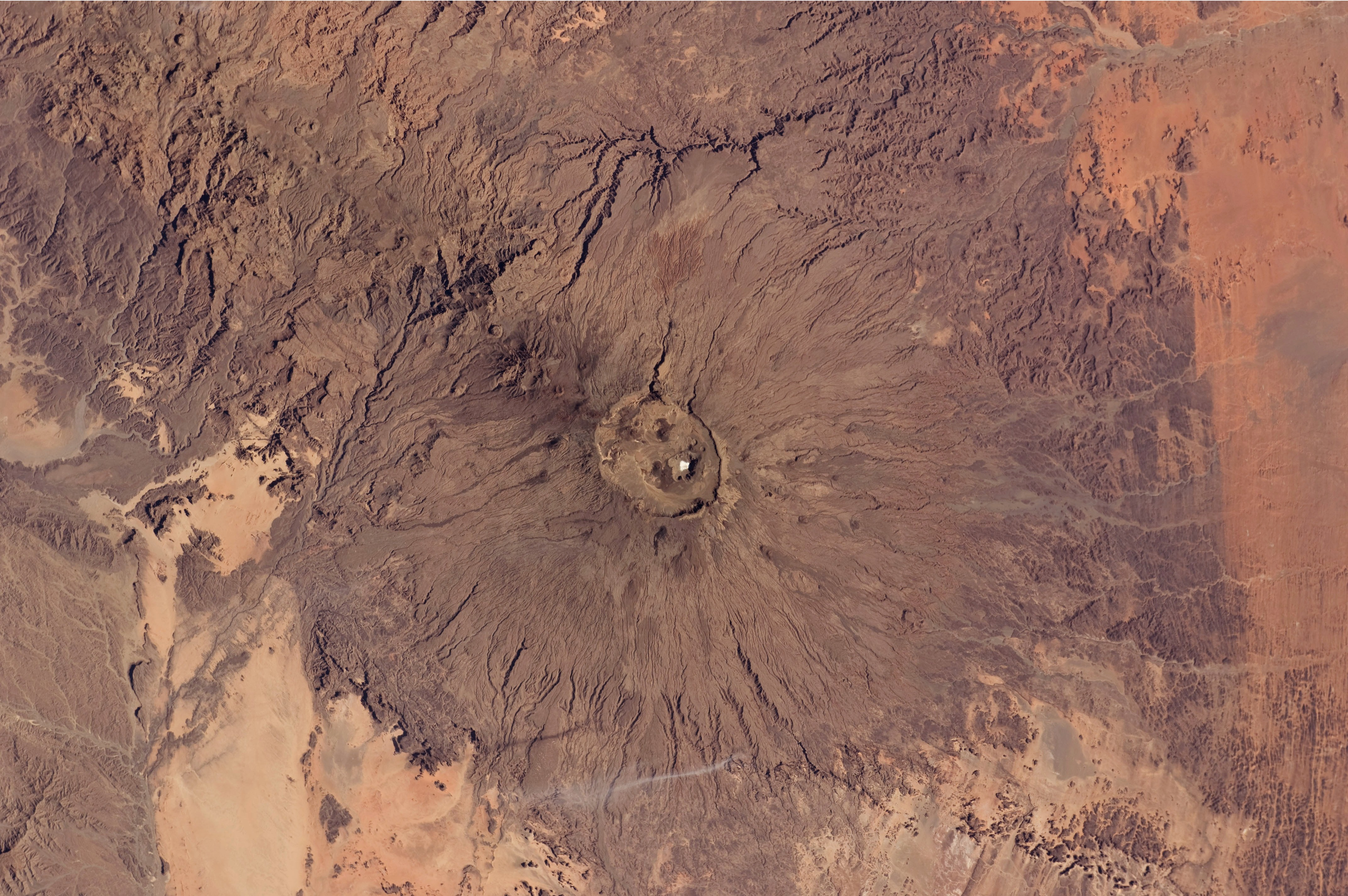
Эми-Куси
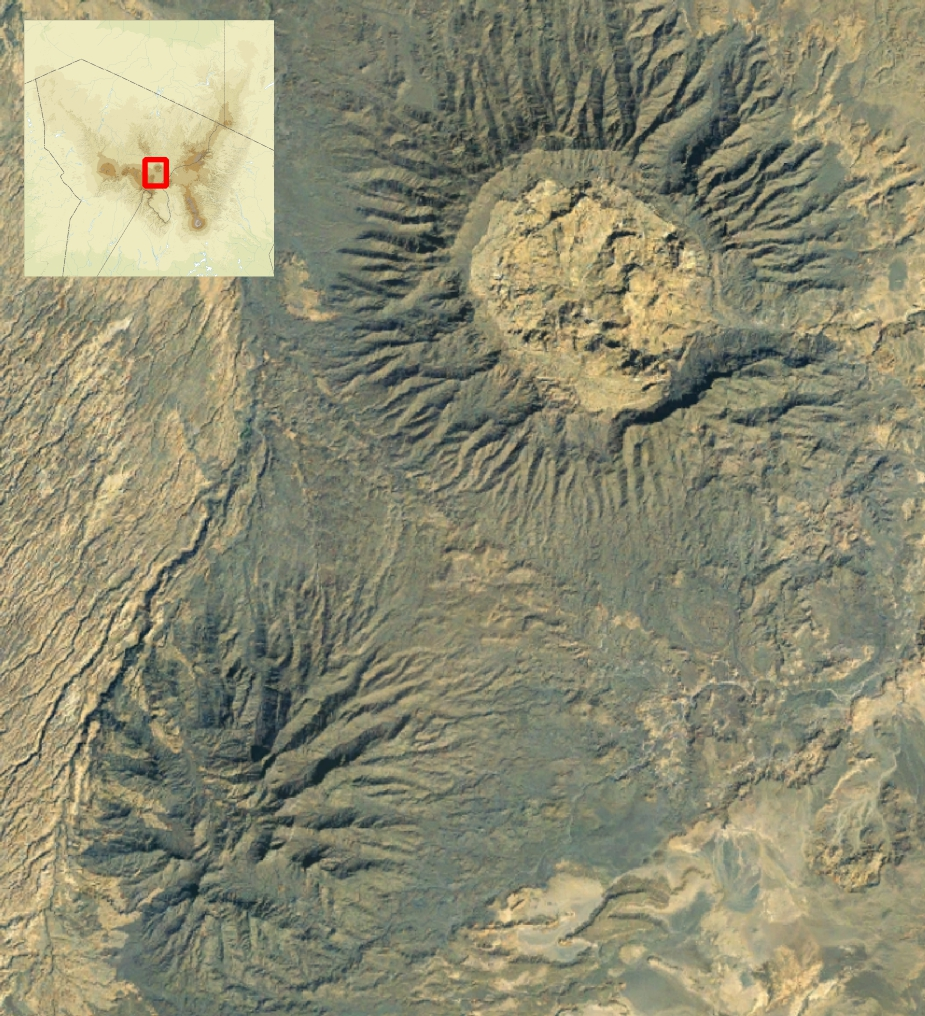
Тарсо-Тоон
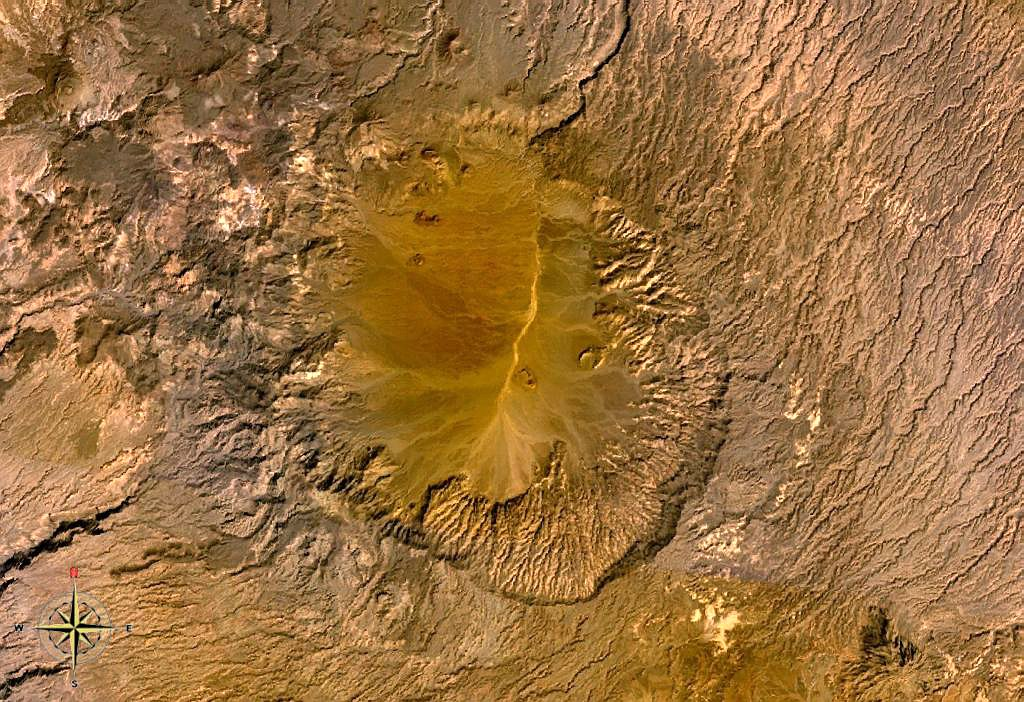
Тарсо-Воон
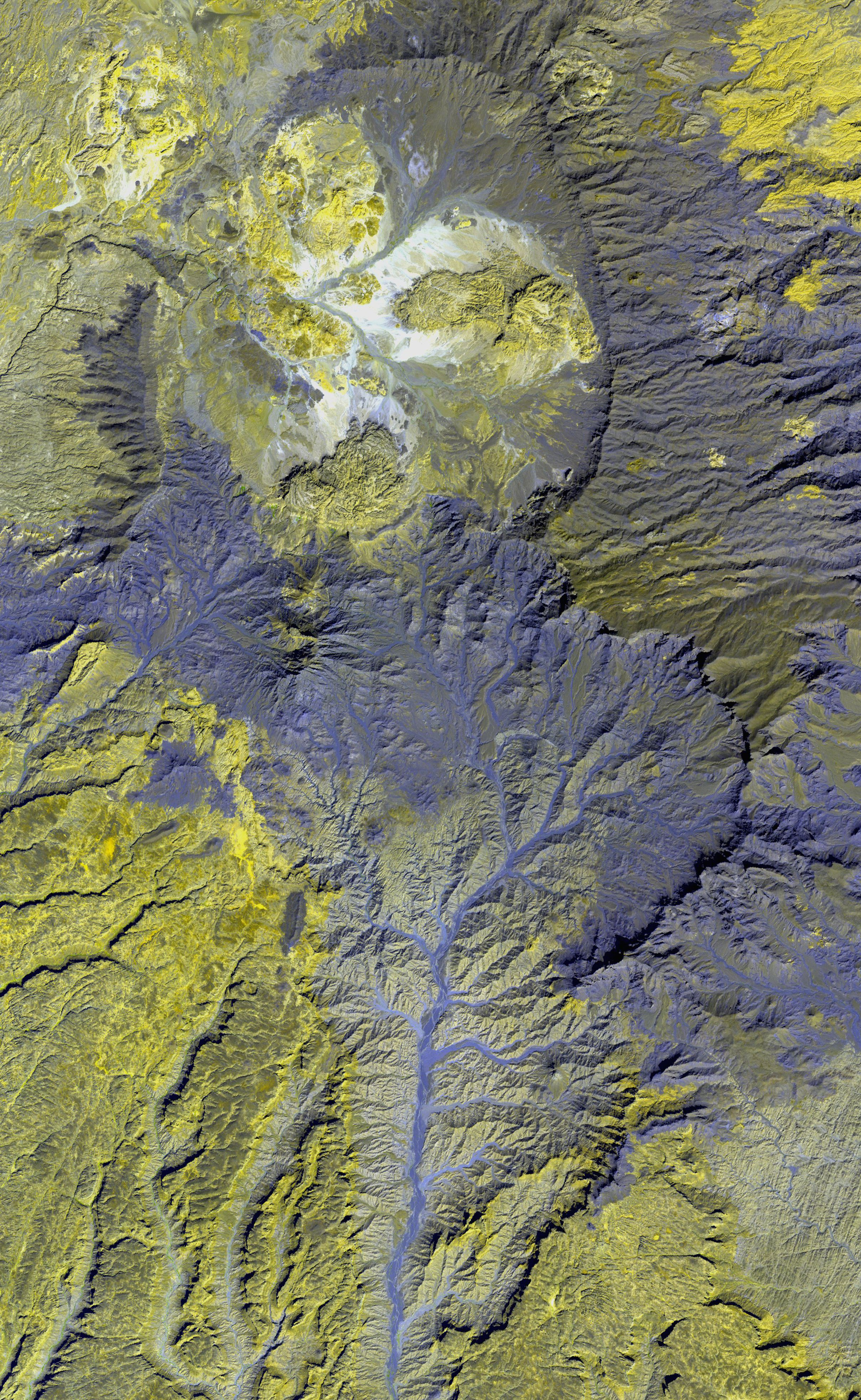
Тарсо-Йега
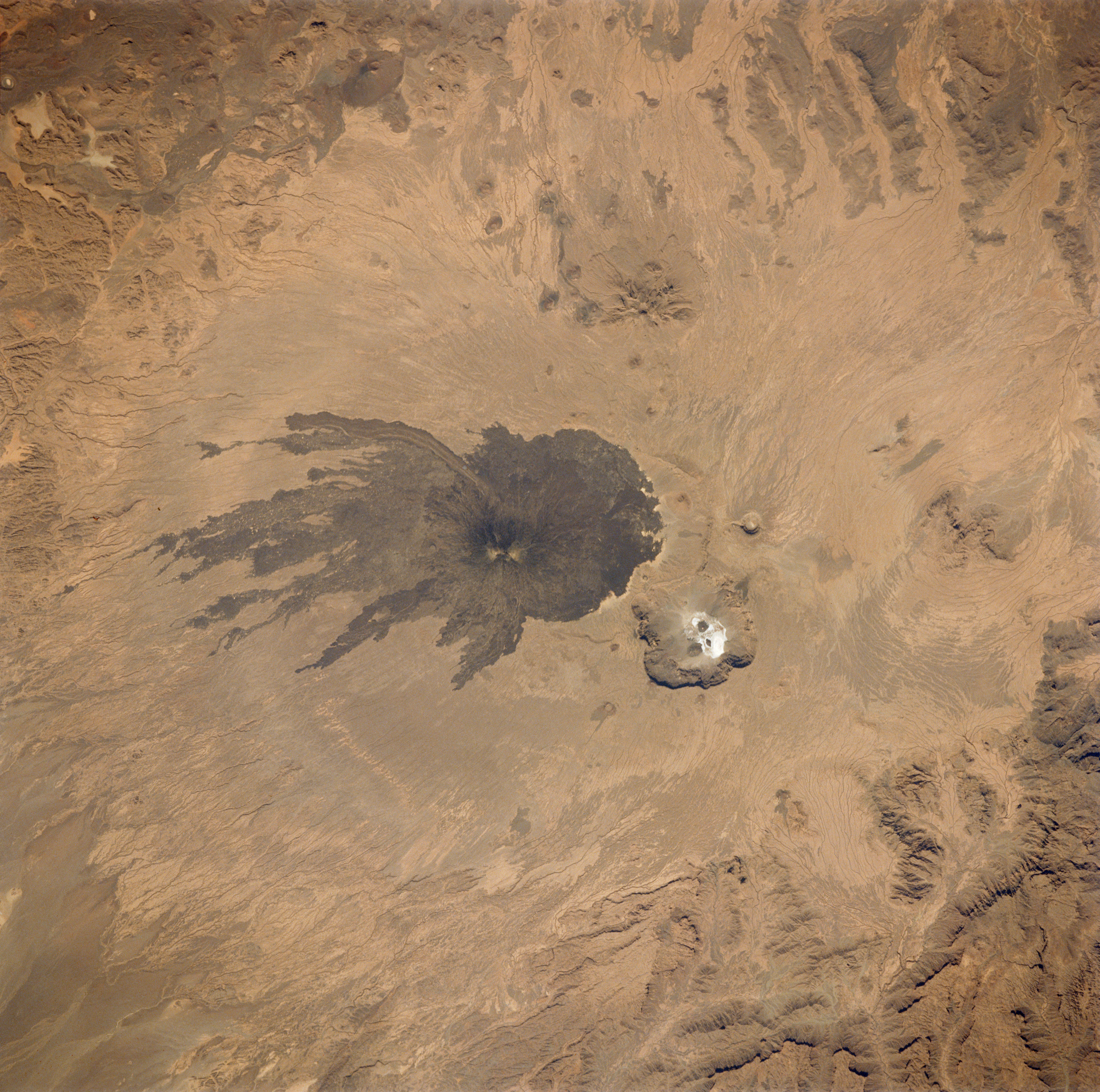
Тусиде